# Jindřichovice pod Smrkem

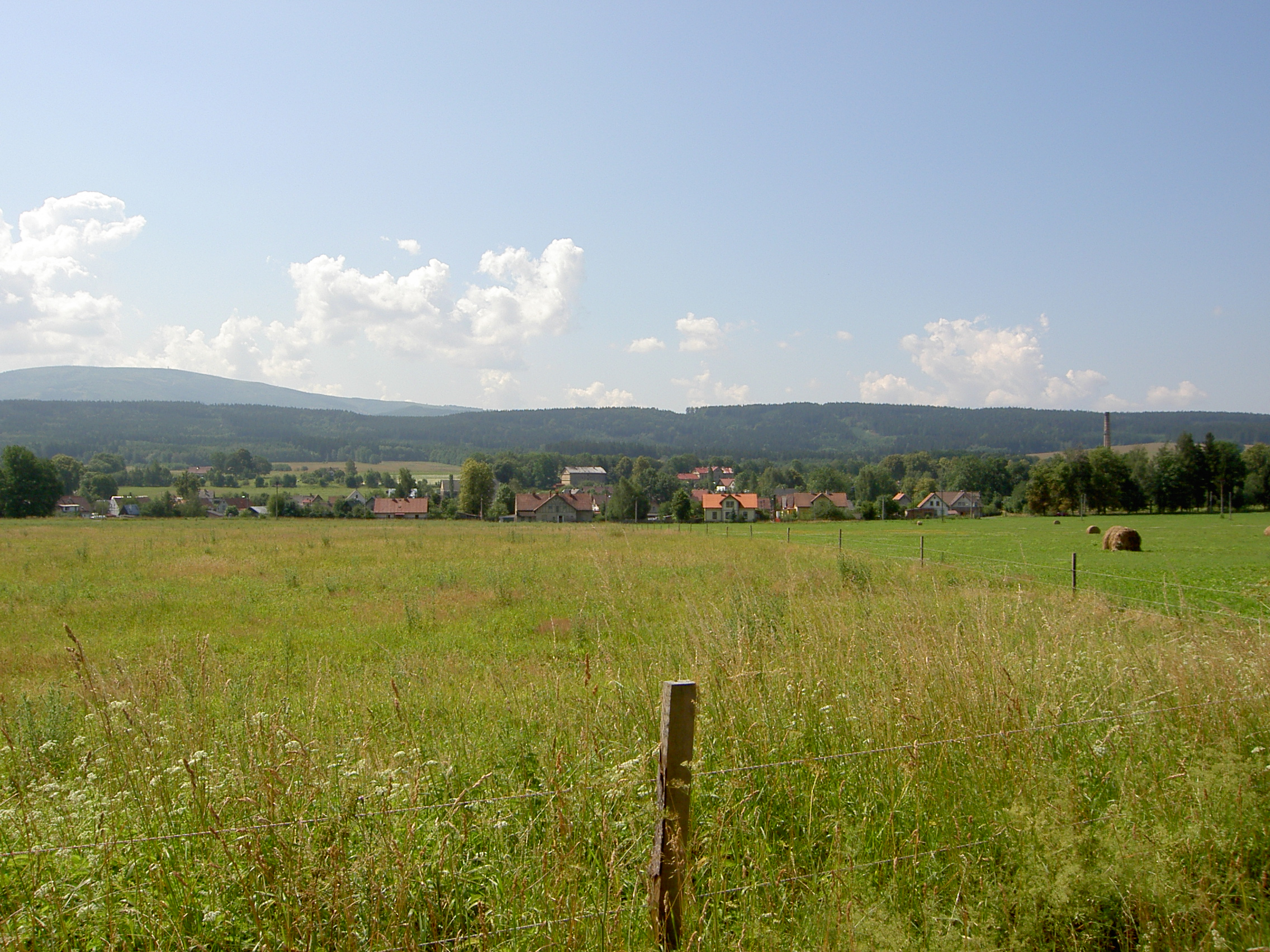
Ortsansicht

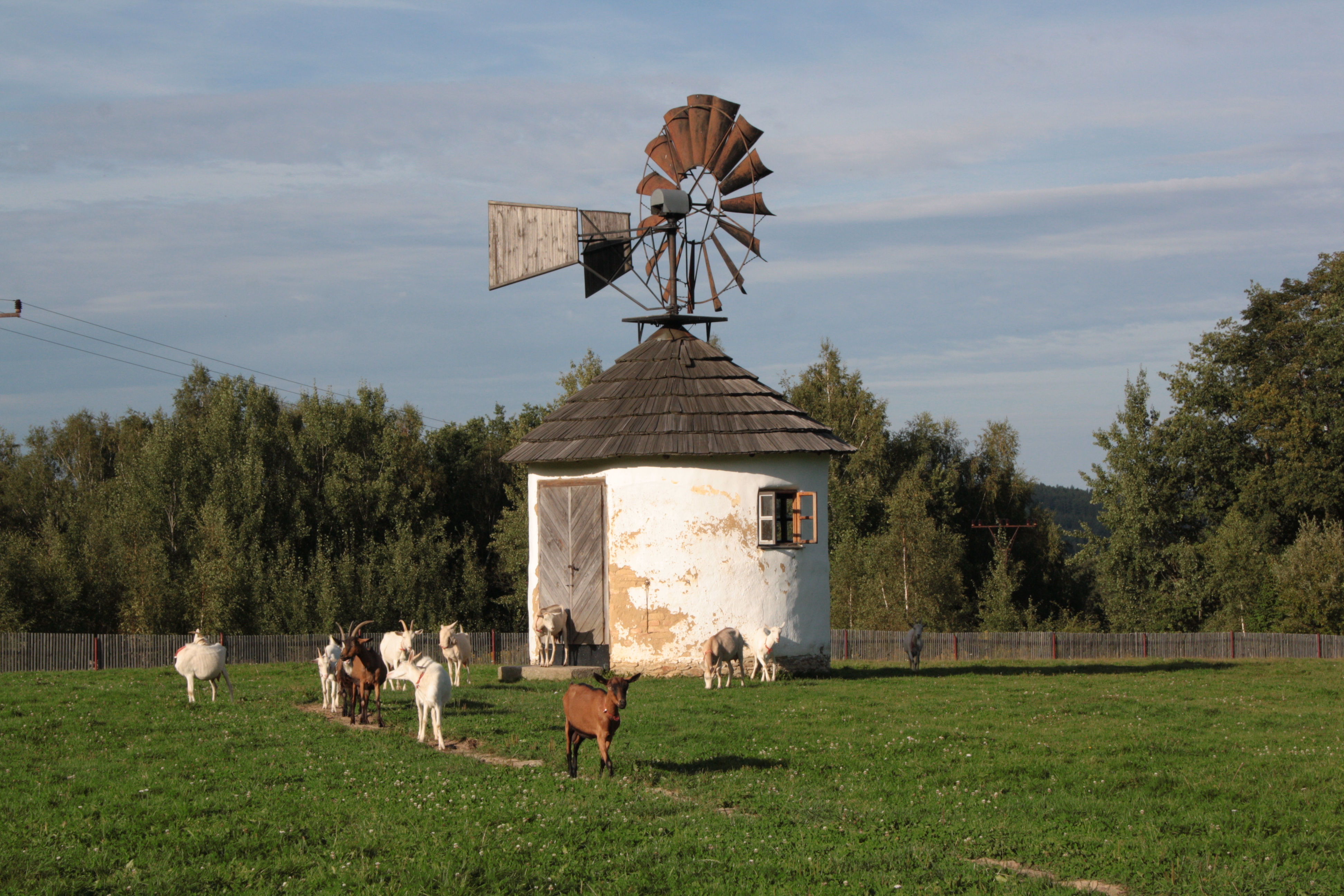
Windmühle

Jindřichovice pod Smrkem  (deutsch Heinersdorf an der Tafelfichte) ist eine Gemeinde in Tschechien. Sie liegt 14 Kilometer nordöstlich von Frýdlant an der Grenze zwischen Polen und Tschechien und gehört zum Okres Liberec.

## Geographie
Jindřichovice erstreckt sich entlang des Baches Jindřichovický potok im Isergebirgsvorland. Südlich erhebt sich der Jindřichovický hřeben (Heinersdorfer Rücken) mit dem Hřebenáč (Kohlhübel, 566 m), im Südosten der 572 m hohe Andělský vrch (Schöbicht). Das Dorf ist Endstation der Bahnstrecke Frýdlant v Čechách–Jindřichovice pod Smrkem.
Nachbarorte sind Srbská und Miłoszów im Norden, Świecie und Kolonia Świecie im Nordosten, Chałupska, Barcie und Wolimierz im Osten, Wola Sokołowska, Dětřichovec,  Pobiedna, Gierałtówek und Ulicko im Südosten, Nové Město pod Smrkem im Süden, Hajniště, Cihelny und Dolní Řasnice im Südwesten sowie Horní Řasnice im Westen.

## Geschichte
Als 1278 die Herren von Bieberstein die Herrschaft Seidenberg erwarben, verlegten sie den Herrschaftssitz nach Friedland und ließen die Waldgebiete kolonisieren. Zu dieser Zeit entstand auch Jindřichovice als eine Ansiedlung von Holzfällern. In der zweiten Hälfte des 13. Jahrhunderts wurde die Kirche Jakobus’ des Älteren erbaut. Erstmals urkundlich erwähnt wurde Heynrichsdorf ym gebirge im Jahre 1381. Heinersdorf wurde am 21. März 1431 von einer Abteilung der Hussiten unter Jan Čapek ze Sán heimgesucht, die den Ort niederbrannten und verwüsteten. Nach der Zerstörung entstand das Dorf etwa einen Kilometer bachabwärts an neuer Stelle wieder. 1774 ließen die Grafen Clam-Gallas die Kirche in Heinersdorf mit einem Pfarradministrator besetzen.
Im Jahre 1832 bestand Heinersdorf bzw. Heinrichdorf aus 187 Häusern mit 1009 deutschsprachigen Einwohnern. Unter herrschaftlichem Patronat standen die Pfarrkirche zur Hl. Dreifaltigkeit und die Schule. Im Ort gab es außerdem ein k.k. Grenzzollamt, zwei Mahlmühlen und eine Brettsäge. Am Weg nach Dittersbächel lagen die Ruinen der St. Jakobs-Kirche. Heinersdorf war Pfarrort für Dittersbächel und Wünschendorf. Bis zur Mitte des 19. Jahrhunderts blieb Heinersdorf der Allodialherrschaft Friedland untertänig.
Nach der Aufhebung der Patrimonialherrschaften bildete Heinersdorf ab 1850 eine politische Gemeinde im Bunzlauer Kreis und Gerichtsbezirk Friedland. Ab 1868 gehörte die Gemeinde zum Bezirk Friedland. Größtes Unternehmen war die 1823 gegründete Wollwarenfabrik von Eduard Heintschel und Comp. Am 2. August 1902 nahm die Friedländer Bezirksbahn die Lokalbahnstrecke von Friedland nach Heinersdorf in Betrieb. Im darauf folgenden Jahr wurde die Strecke bis Friedeberg zum Anschluss an die Bahnstrecke nach Greiffenberg verlängert und am 1. November 1904 eingeweiht. 1910 lebten in Heinersdorf 2525 Menschen. Ab 1911 gehörte Heinersdorf an der Tafelfichte mit der Einschicht Feldmühle /Polní Mlýn zum neugebildeten Gerichtsbezirk Neustadt an der Tafelfichte. Nach dem Zusammenbruch der k.u.k. Monarchie strebte die Bevölkerung des überwiegend deutsch besiedelten Dorfes einen Anschluss an Deutschösterreich an. In den 1930er Jahren gewann die Sudetendeutsche Partei stark an Einfluss. Bei einem Votum stimmten 1938 1049 der Einwohner für einen Anschluss an das Deutsche Reich und vier dagegen. Nach dem Münchner Abkommen erfolgte die Angliederung; bis 1945 gehörte Heinersdorf zum Landkreis Friedland.
Im Mai 1945 hatte Jindřichovice 1720 Einwohner, davon waren 1679 Deutsche und 41 Tschechen. Bis zum Beginn des Jahres 1946 wurden 551 Deutsche vertrieben; in den Ort zogen 210 Tschechen. 1960 erfolgte die Eingemeindung von Dětřichovec. Am 1. Juli 1980 wurde Jindřichovice zum Ortsteil von Nové Město pod Smrkem, seit 1990 ist das Dorf wieder selbständig.
Der Bürgermeister des Ortes, Petr Pávek, gehört der Partei der Grünen an. Bei den Parlamentswahlen 2006 war er Spitzenkandidat im Liberecký kraj und erzielte mit 9,8 % der Stimmen ein beachtliches Ergebnis.

## Gemeindegliederung
Die Gemeinde Jindřichovice pod Smrkem besteht aus den Ortsteilen Dětřichovec (Dittersbächel) und Jindřichovice pod Smrkem (Heinersdorf an der Tafelfichte), die zugleich auch Katastralbezirke bilden. Zu Jindřichovice pod Smrkem gehören außerdem die Ansiedlungen Na Hranici (Hainbusch) und Na Zámečku (Steinrich).

## Sehenswürdigkeiten

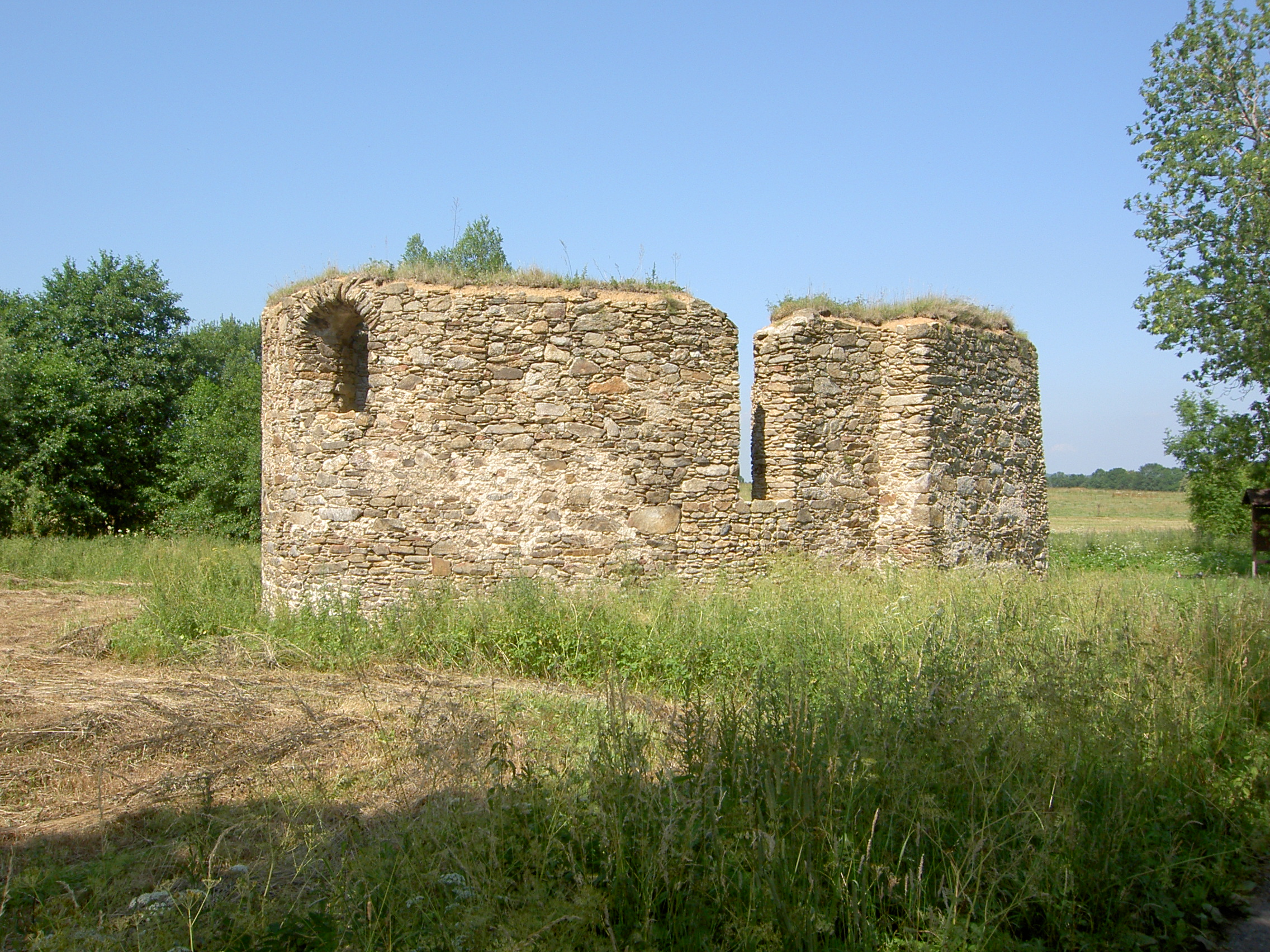
Ruine der Jakobuskirche

- Ruine der romanischen Jakobuskirche des alten Dorfes aus dem 13. Jahrhundert, 1431 durch die Hussiten zerstört
- Kirche der Hl. Dreifaltigkeit, sie wurde 1715 auf Veranlassung von Philipp Josef Graf von Gallas erweitert
- Zwei Windkraftwerke mit einer Leistung von 2 × 600 kW, errichtet 2003
- Museum des bäuerlichen Lebens vor der Industrialisierung der Landwirtschaft (Žijící skanzen) mit Windmühle aus den 1930er Jahren